# 蒙费拉托堡主教座堂

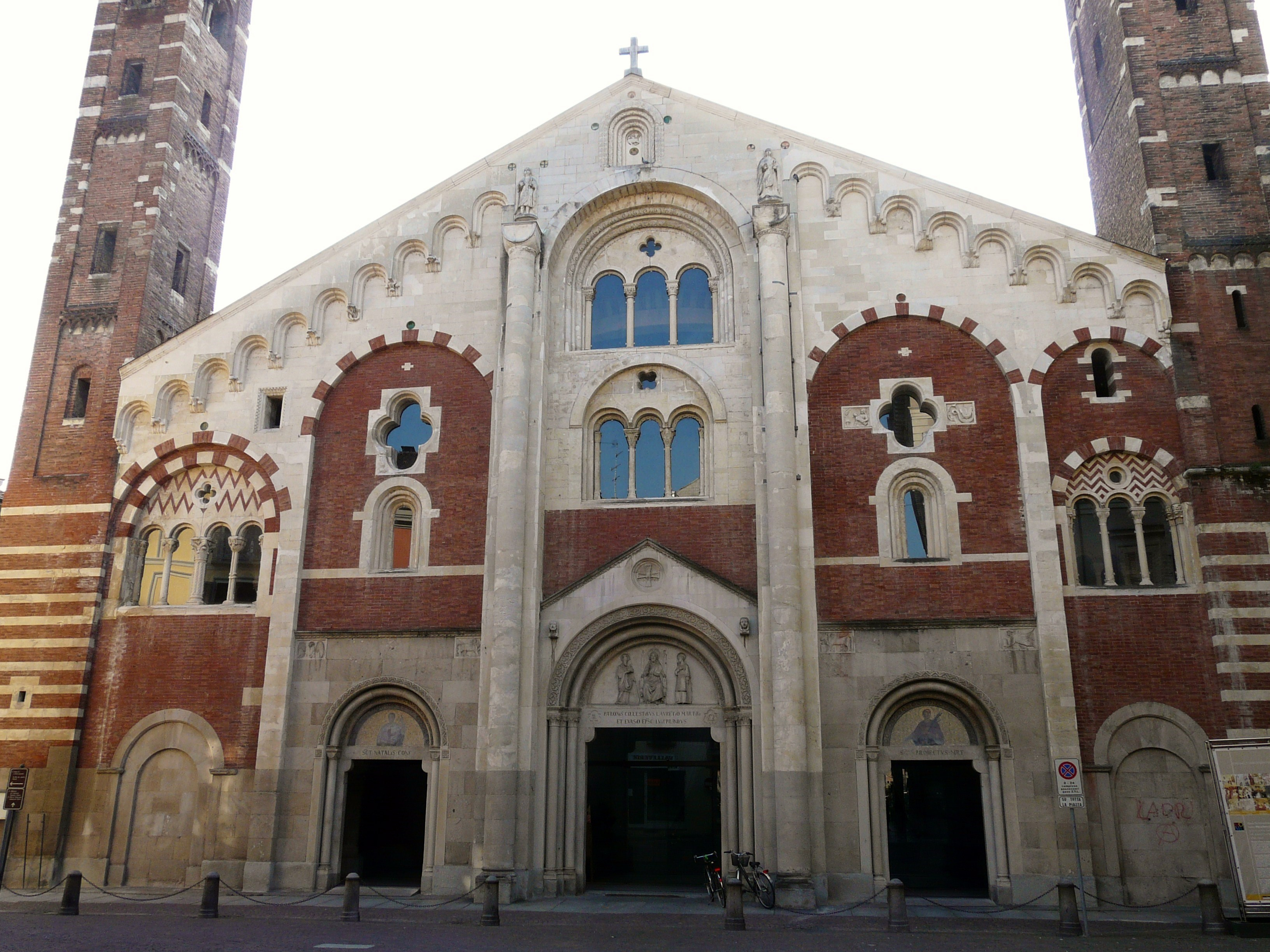

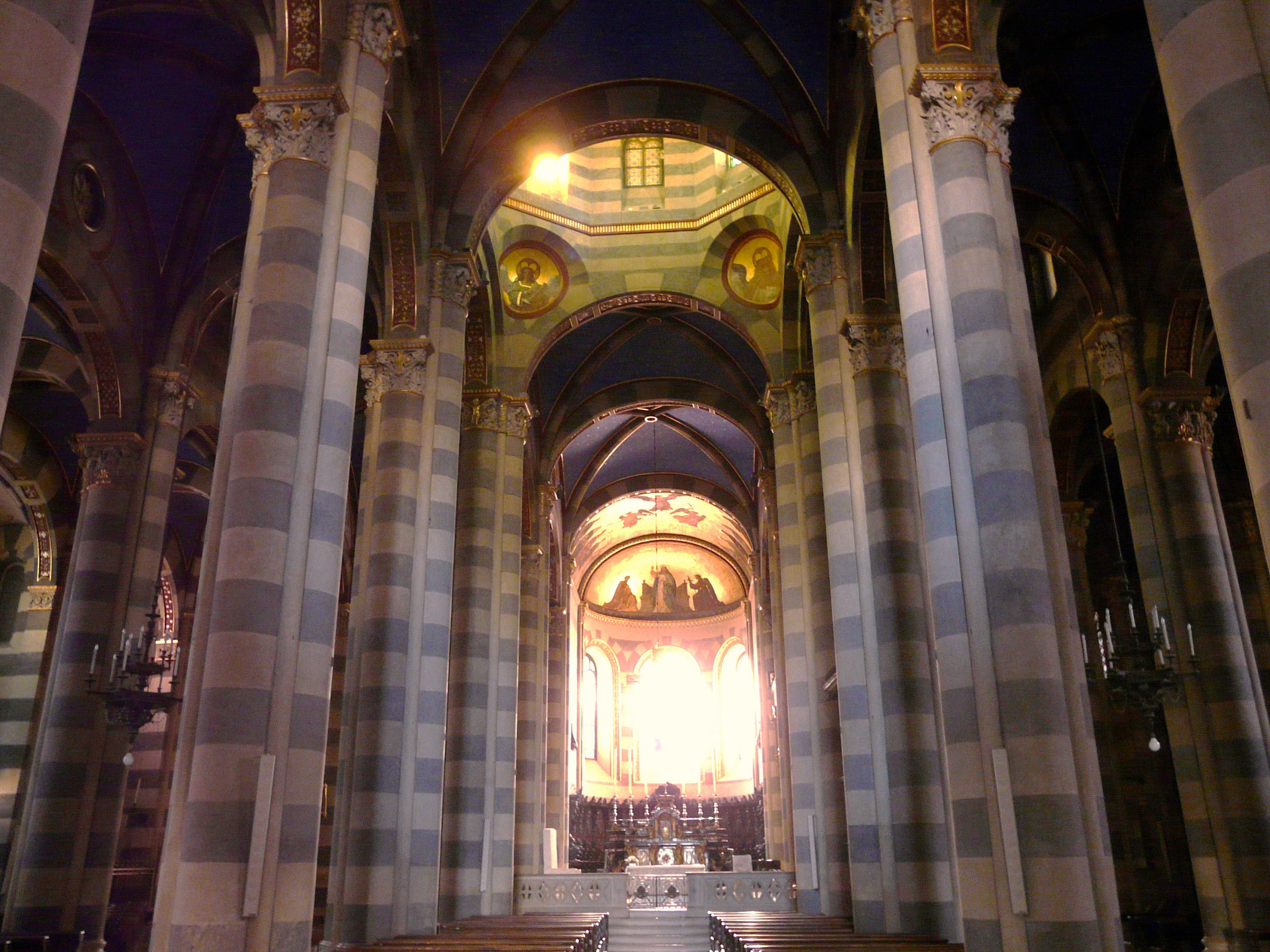

蒙費拉托堡圣厄瓦修斯主教座堂（義大利語：Duomo di Casale Monferrato; Cattedrale di Sant'Evasio）是天主教蒙費拉托堡教区的主教座堂，位于意大利皮埃蒙特大区亚历山德里亚省蒙費拉托堡，供奉圣厄瓦修斯（Saint Evasius）。

## 历史与建筑
目前的罗马式-哥特式建筑是在1107年或1108年祝圣，原址上曾经有一座9世纪的教堂。
主教座堂设有前厅，内部有五个中殿，其中中央一个以两层高的彩色高柱为标志。天花板绘有湿壁画，有时是天蓝色的。
南面第一个小堂内有18世纪大理石群雕，描绘“玛利亚玛达肋纳的神魂超拔”由乔瓦尼·巴蒂斯塔·贝内罗绘制。一个带有基督标志的小柱子是该镇的主保圣人厄瓦修斯殉道的地方。传统认为，如果将耳朵贴在柱子上，有可能听到圣徒的鲜血流动。
耳堂的南臂通向椭圆形的圣厄瓦修斯小堂（1793 年），这是一座巴洛克式建筑，收藏了圣徒的圣髑 在银色雕像中，尽管遭到抢劫，但仍得以修复。主教座堂的后殿有11世纪的十架苦像。后殿的天花板湿壁画由康斯坦蒂诺·塞雷诺绘制，描绘的是“荣耀的基督”。
教堂后面是一座宗教艺术品博物馆。